# Beth Iskiw
Beth Iskiw (Truro, 20 de abril de 1979) es una deportista canadiense que compitió en curling. Ganó una medalla de bronce en el Campeonato Mundial de Curling Femenino de 2012.

## Palmarés internacional
| Campeonato Mundial | Campeonato Mundial  | Campeonato Mundial | Campeonato Mundial |
| Año                | Lugar               | Medalla            | Prueba             |
| ------------------ | ------------------- | ------------------ | ------------------ |
| 2012               | Lethbridge (Canadá) | Medalla de bronce  | Equipo             |